# Bjedugkhabl
Bjedugkhabl - Бжедугхабль (rus) - és un aül de la República d'Adiguèsia, a Rússia. Es troba a la vora dreta del riu Bélaia, a 19 km al sud-est de Krasnogvardéiskoie i a 52 km al nord-oest de Maikop, la capital de la república. Pertany al municipi de Sadóvoie.